# Eduard von Rindfleisch

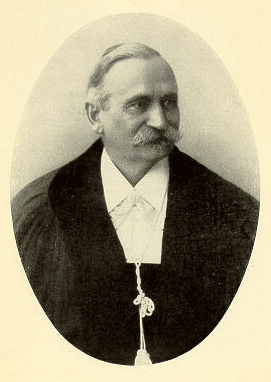
Eduard von Rindfleisch.

Georg Eduard von Rindfleisch, född 15 december 1836 i Köthen, Anhalt, död den 6 december 1908 i Würzburg, var en tysk patolog.
Rindfleisch blev 1860 medicine doktor i Berlin, extra ordinarie professor i Zürich 1862, kallades 1865 till professor i patologisk anatomi i Bonn och därifrån 1874 till professor i Würzburg. Hans mest kända arbeten är Lehrbuch der pathologischen Gewebelehre (1866, sjätte upplagan 1886) och Elemente der Pathologie (1883, tredje upplagan 1896). Stort uppseende väckte hans rektorstal Medizinische Philosophie (1887) och hans föredrag vid naturforskarmötet i Lübeck 1895 om neovitalismen.